# Edicions del Periscopi
Edicions del Periscopi és una editorial catalana fundada la tardor de 2012 amb l'objectiu de publicar ficció contemporània estrangera en català, així com autors catalans. L'empresa va ser fundada per Aniol Rafel. Disposen de tres col·leccions: Antípoda, Escafandre i Astrolabi.
Entre els autors editats per l'editorial, destaquen David Foster Wallace, David Vann, Sally Rooney, Joan Benesiu, Patrick Radden Keefe, Colson Whitehead, Jesmyn Ward, Sandro Veronesi, Marcello Fois, Brit Bennett, Mircea Cartarescu, Sylvia Plath, Jeanette Winterson, Eider Rodriguez, Lana Bastasic, Miquel Martín i Serra, Kent Haruf, Christian Guay-Poliquin, Boris Pahor, Mia Couto, Mohsin Hamid, Alec MacGillis o Kaouther Adimi.

## Història
L'empresa es va crear amb la intenció d'editar noves veus narratives, amb un disseny curós. El primer títol de la col·lecció fou Terra de caimans, de l'estatunidenca Karen Russell, finalista del Premi Pulitzer el 2012 i un dels llibres de l'any als Estats Units. La segona obra fou Cada color d'un riu, del català Manel de la Rosa. Un dels seus èxits de vendes més destacats va ser la traducció al català d'Ànima de Wajdi Mouawad. També destaca el protagonisme que l'editorial dona a la figura de la persona traductora, incorporant el seu nom a la coberta de l'obra. Compten amb traductors com Marta Pera Cucurell, Ferran Ràfols, Anna Casassas o Pere Comellas.
El nom de l'editorial s'inspira en el fet que Johannes Gutenberg, més enllà de la impremta, també va inventar un aparell que esdevindria un precursor dels periscopis moderns, i que permetia als peregrins que assistien a un festival d'Aquisgrà veure-hi per sobre de la multitud, és a dir, detectar objectes que estaven fora del camp de visió.
El 2014 Ànima de Mouawad va rebre el Premi Llibreter. El 2015 ho faria el llibre Gegants de gel de Joan Benesiu, que poc després també guanyaria el Premi Joan Crexells. El 2018 Teoria general de l'oblit de José Eduardo Agualuda va rebre també el Premi Llibreter, el 2020 ho faria la novel·la Ignot de Manuel Baixauli, i el 2022 ho farien les novel·les L'instant abans de l'impacte, de Glòria de Castro, i Els grans optimistes, de Rebecca Makkai. El 2018 Aprendre a parlar amb les plantes de Marta Orriols va obtenir el Premi Òmnium a la millor novel·la de l'any. El 2022 Els angles morts, de Borja Bagunyà, va obtenir el Premi de la Crítica de narrativa catalana.
Amb motiu dels deu anys d'història i el centenar de llibres editats, Edicions del Periscopi va celebrar l'aniversari amb la selecció «10 anys / 100 llibres», una col·lecció «limitada» de les deu obres que representaven l'ànima d'aquest primer decenni amb una edició revisada.